# 1

1(일, 一, 壹)은 가장 작은 자연수이며, 0보다 크고 2보다 작은 정수이다.

## 수학
- 0.999…와 같다.
- 정수론에서 0과 더불어 소수(素數)도 합성수도 아니다.
- 1은 모든 자연수의 약수다. 두 수의 최대공약수가 1인 수는 서로소라고 부른다.
- 1은 약수가 한 개인 유일한 자연수로, 가장 작은 고도 합성수다. 1은 소수도 합성수도 아니지만, 고도 합성수에는 포함된다.
- 1은 첫 번째 {\displaystyle n}각수, 첫 번째 중심있는 {\displaystyle n}각수, 첫 번째 {\displaystyle n}면체수다.
- 1은 첫 번째와 두 번째 피보나치 수다. 세 번째 피보나치 수는 2이다.
- 1은 영 번째와 첫 번째 카탈란 수다. 두 번째 카탈란 수는 2이다.
- 확률론에서 어떤 사건이 반드시 일어날 때의 확률은 1이다.
- n이 2 이상의 자연수일 때 0과 함께 n의 값에 관계없이 n제곱수이면서 동시에 n각수가 될 수 있는 둘뿐인 정수다.
- 1은 2진법에서 쓰이는 숫자 중 가장 큰 수다. 0, 1 다음에는 10, 11, 100, 101... 이 된다.
- 1은 곱셈에 대한 항등원이다. 1을 1에 곱하면 1이 되듯이 어떤 수도 1을 곱하면 그 수 자신이 된다.
  - x·1=1·x=x
- 모든 수의 1제곱은 그 수 자신이다.
  - x1=x
- 1의 제곱은 1이고, 제곱근 1도 1이다.
  - 12=1, 1n=1
  - {\displaystyle {\sqrt {1}}=1}
- 1은 첫 번째 n제곱수다.
  - 1은 첫 번째 제곱수이고, 첫 번째 세제곱수이고, 첫 번째 네제곱수이고, 첫 번째 다섯제곱수이고, 첫 번째 여섯제곱수이고, 첫 번째 일곱제곱수이다.
- 0을 제외한 모든 수의 0제곱은 1이다.
  - x0=1 (x≠0)
- 1번째 메르센 수로, 2의 1제곱에서 1을 뺀 수다.
- 0!과 1!도 1이다.
  - {\displaystyle 0!=1}
  - {\displaystyle 1!=1}
- x/1=x
- 자릿수 제곱합이 제곱수인 가장 작은 자연수다. 이 성질을 지닌 다음 수는 2다. (OEIS의 수열 A175396)
- 다음과 같은 형태로 표현할 수 있다.
  - {\displaystyle 1={\cfrac {1}{2+{\cfrac {1}{-2+{\cfrac {1}{2+{\cfrac {1}{-2+{\cfrac {1}{\ddots }}}}}}}}}}}
  - {\displaystyle 1={\sqrt {-1+2{\sqrt {-1+2{\sqrt {-1+2{\sqrt {\ldots }}}}}}}}}
  - {\displaystyle 1=\lim _{x\to 0}\sum _{y=0}^{\infty }{\frac {x^{y}}{y!}}}
  - {\displaystyle 1=e^{2k\pi i}} (단, {\displaystyle k}는 정수)
  - {\displaystyle 1={\frac {1}{2}}+{\frac {1}{2^{2}}}+{\frac {1}{2^{3}}}+\cdots }
  - {\displaystyle 1=(1-1)!=\lim _{n\to \infty }{\frac {n*n!}{\prod _{k=0}^{n}{(k+1)}}}}
  - {\displaystyle 1=(2-1)!=\lim _{n\to \infty }{\frac {n^{2}*n!}{\prod _{k=0}^{n}{(k+2)}}}} 감마 함수 참조
  - {\displaystyle 1=1+0={1 \over 1}={a \over a}={{{\sqrt {a}}\cdot {\sqrt {a}}} \over {\sqrt {a}}\cdot {\sqrt {a}}}={a \over a}\cdot {a \over a}={{{2a^{n}-a^{n}} \over a^{n-1}}\cdot \left({{2a^{n}-a^{n}} \over a^{n-1}}\right)^{-1}}}
  - {\displaystyle {1 \over 0}=({\text{undefined}}),\left(\lim _{x\to 0^{+}}{\frac {1}{x}}=\infty ,\lim _{x\to 0^{-}}{\frac {1}{x}}=-\infty \right)}
  - {\displaystyle {0 \over 1}=0}

## 철학
- 동양의 음양 사상에서는 1을 최초의 양으로 본다. 역학에서는 태극을 표시하는 수라 하고 우주 생명을 대표하는 수로 본다. 생명의 원래 수이며 조화의 근본이 되는 수다.[1]

## 과학·기술
- 수소(H)의 원자 번호.
- 리튬(Li)은 첫 번째 금속 원소다. 원자번호는 3.
- 태양계의 첫 번째 행성은 수성이다.
- 달은 지구의 유일한 위성이다.
- 1년은 대략 365.2422일이다.
- 지구에는 적도가 딱 한 개뿐이다.
- 지구에는 본초 자오선이 하나뿐이다.
- NGC 1: 페가수스자리 방향에 있는 중간나선은하.
- 코스모스 1호: 1964년 8월 18일 최초 발사한 소련의 우주 발사체.

## 교통

### 철도
- ● 수도권 전철 1호선
- ● 인천 도시철도 1호선
- ● 부산 도시철도 1호선
- ● 대구 도시철도 1호선
- ● 광주 도시철도 1호선
- ● 대전 도시철도 1호선

### 도로
- 고속도로
  - 대한민국 고속국도 제1호선: 경부고속도로로 부산광역시에서부터 서울특별시까지의 417km.
  - 아시안 하이웨이 1호선
  - 유럽 고속도로 1호선(영어판): 영국 란에서 스페인 세비야까지 이어지는 유럽 고속도로.

- 국도 제1호선

- 대한민국 1번 국도: 전라남도 목포시에서 경기도 파주시 인근 판문점까지의 497km.
- 일본 1번 국도: 도쿄도 니혼바시에서 오사카부 오사카시 우메다까지 이어지는 일본의 국도.

- 기타 도로
  - 주도 제1호선
  - 현도 제1호선

## 문화유산
- 대한민국의 국보 제1호: 숭례문
- 대한민국의 보물 제1호: 흥인지문
- 대한민국의 사적 제1호: 경주 포석정지
- 대한민국의 명승 제1호: 명주 청학동 소금강

## 방송
- 스카이라이프와 지니 TV의 ENA 채널 번호.[2]
- B tv의 채널S 채널 번호.
- U+ TV의 KBS 조이 채널 번호.
- LG헬로비전의 쇼핑엔티 채널 번호.
- B tv 케이블의 지역방송 채널 번호.

## 스포츠
- 야구에서 투수의 수비번호를 나타낸다.
- 축구, 핸드볼에서 골키퍼는 1명이며, 보통 등 번호 1번을 단다.
- 농구에서 자유투는 1점이다.
- 올림픽, 아시안 게임, 기타 대회에서 금메달은 1위를 차지한 선수나 팀에게 주어진다.

## 기타

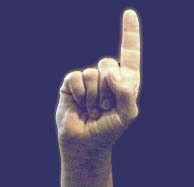
손가락 셈
아라비아 숫자 1
한자 숫자 一

- 연도: 1년, 기원전 1년
- 미국에서는 1달러부터 지폐가 만들어진다.
- 대한민국의 정당(政黨) 기호 1번은 국회 의석수를 제일 많이 가진 정당에 부여된다.
- 대한민국의 첫 번째 대통령은 이승만이다.
- 한국의 역사에서 첫 번째 나라는 고조선이다.
- 미국의 첫 번째 대통령은 조지 워싱턴이다.
- 1년의 시작은 1월 1일 신정이다.
- 조선의 1대 임금은 태조 이성계다.
- 고려의 1대 임금은 태조 왕건이다.
- 고구려의 1대 임금은 동명성왕이다.
- 백제의 1대 임금은 온조왕이다.
- 신라의 1대 임금은 혁거세거서간이다.
- 금관가야의 1대 임금은 김수로다.
- 국제전화 코드 1번을 사용하는 지역은 북아메리카 (미국,캐나다)이다.
- 1900년 이후 태어난 남자의 주민등록번호 일곱번째 자리는 1이다.

## 같이 보기
- 0
- +0
- -0
- 0으로 나누기
- 0.999…
- ⁠1/2⁠ + ⁠1/4⁠ + ⁠1/8⁠ + ⁠1/16⁠ + …: 0.999…와 마찬가지로 1와 같은 수식. 해당 수식은 무한급수로 풀 수 있다.
- 자연수
- 정수
- 유리수
- 수학